# Arecoideae
Die Arecoideae sind eine Unterfamilie der Palmengewächse (Arecaceae). Sie ist die größte und auch verschiedenartigste Unterfamilie. Alle Arten besitzen gefiederte Blätter, die Blüten stehen meist in Triaden.

## Merkmale
Die Arten sind einhäusig oder zweihäusig getrenntgeschlechtige (monözische oder diözische) Palmen, die mehrmals blühen (pollakanth). Die Blätter sind gefiedert und reduplikat, sie sind also entlang der abaxialen (an der Blattunterseite gelegenen) Kanten gespalten.
Die Hochblätter an den Blütenstandsachsen sind stark reduziert, ein Merkmal, das in der Familie im Wesentlichen nur noch bei den Ceroxyloideae vorkommt. Die Blüten stehen in Triaden bestehend aus einer zentralen weiblichen und zwei seitlichen männlichen Blüten. Sie können bei den Chamaedoreeae auch in Wickeln, in einer Reihe entlang der Achse (Acervulus) oder, durch Reduktion, einzeln stehen. Kelch und Krone sind jeweils dreiteilig.
Die Frucht besitzt keine überlappenden Schuppen.

## Verbreitung
Die Arecoideae sind weltweit in den Tropen und Subtropen verbreitet: in Amerika von der Karibik bis Südamerika, in Afrika in Westafrika, auf Madagaskar und den benachbarten Inseln, im Süden Indiens, Südostasien, Malesien, Nordaustralien bis Neuseeland sowie auf den pazifischen Inseln. Die größten Artenzahlen werden in tropischen Regenwäldern erreicht.

## Systematik

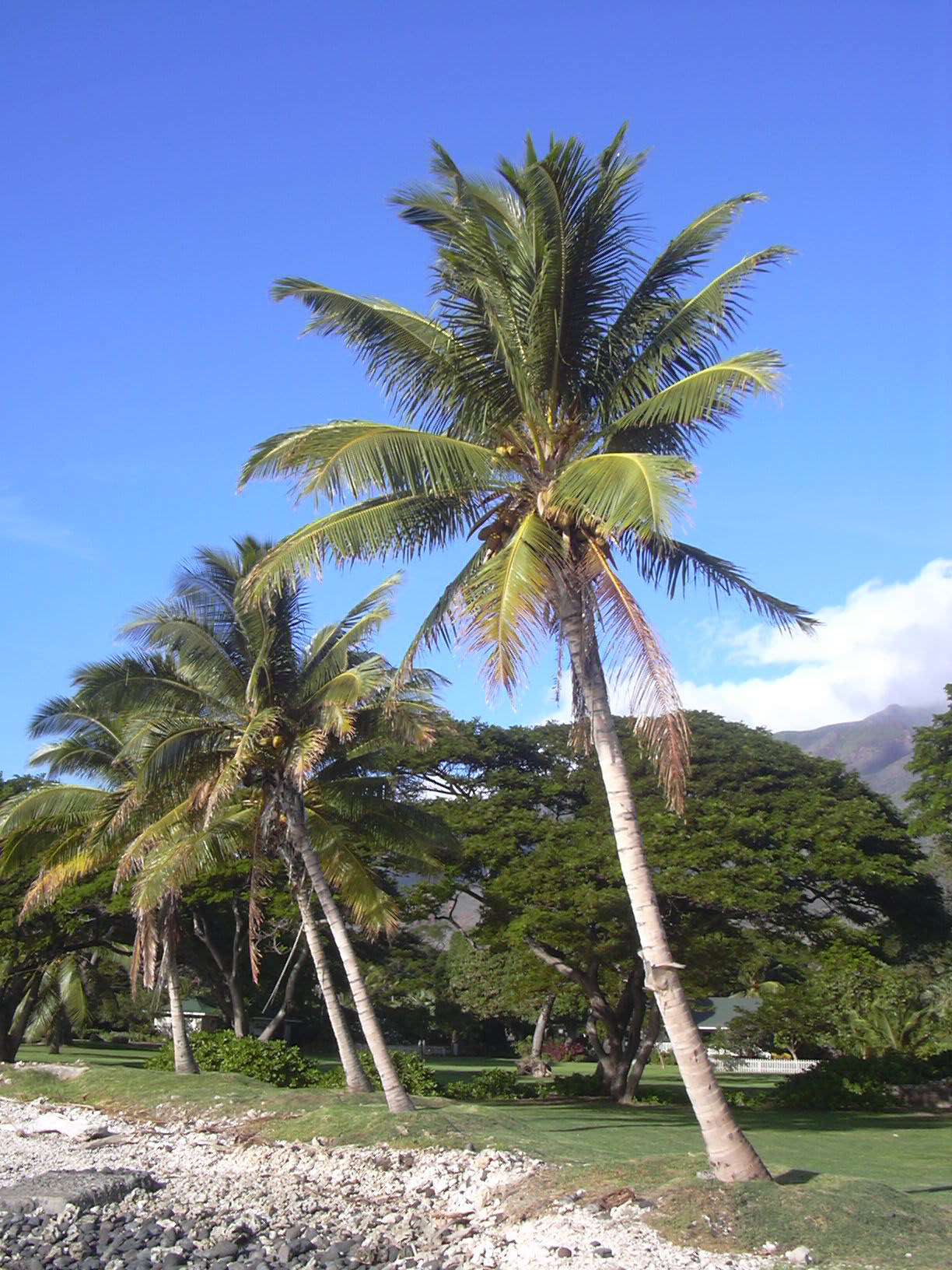
Kokospalme (Cocos nucifera)

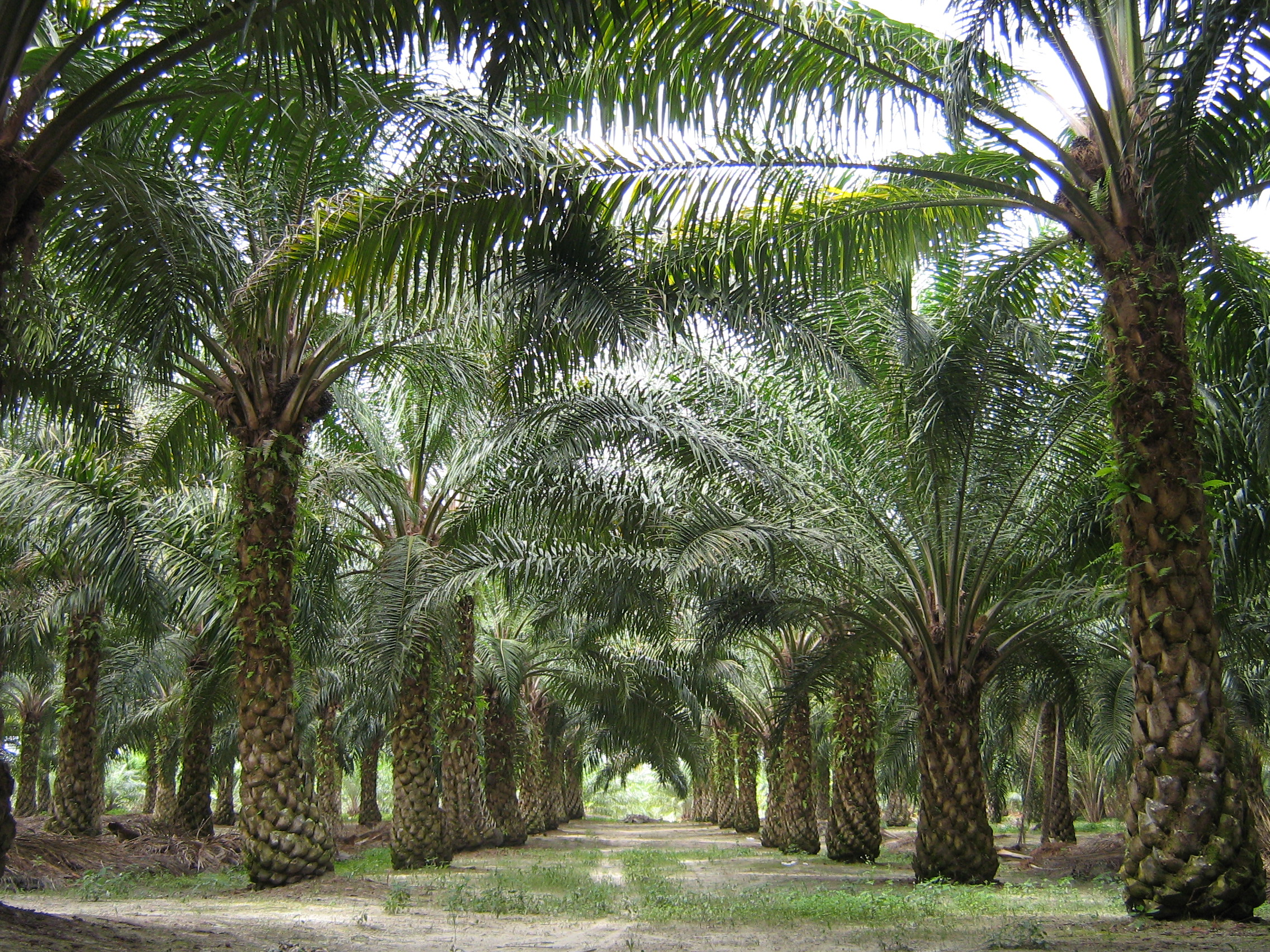
Ölpalme (Elaeis guineensis)

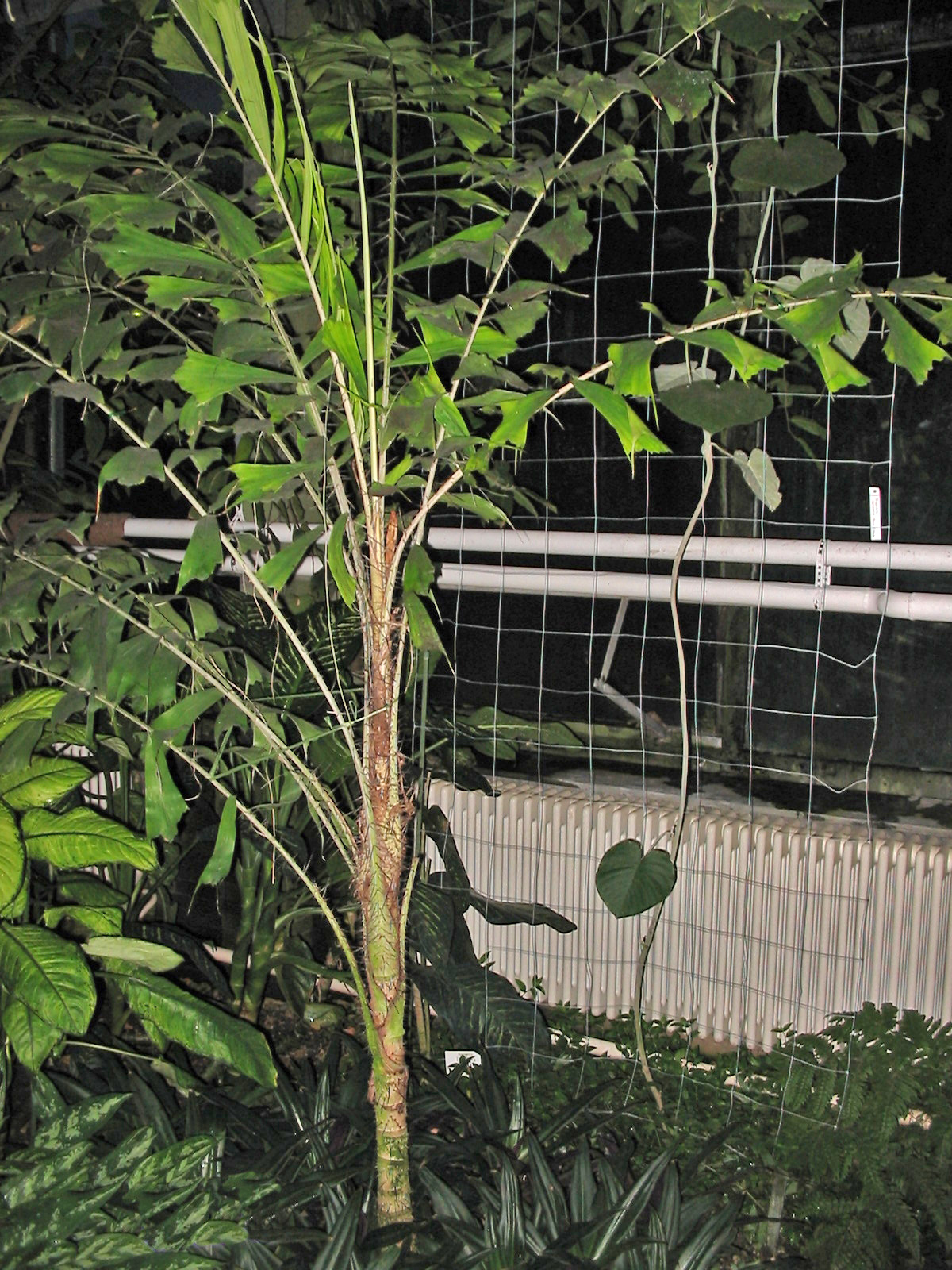
Aiphanes horrida

Die Arecoideae im Sinne von Dransfield et al. (2008) werden in den meisten Studien als natürliche Verwandtschaftsgruppe (Monophylum) identifiziert. Sie sind die Schwestergruppe der Ceroxyloideae. Die Anzahl der Triben hat sich seit 1987 von sechs auf 13 erhöht. Die verwandtschaftlichen Beziehungen der Triben zueinander sind weitgehend ungeklärt. Eine Gruppe von sechs Triben wird in vielen Arbeiten als eigene Klade identifiziert und als „Kern-Arecoideen“ (core arecoids) bezeichnet. Die Unterfamilie umfasst 107 der insgesamt 183 Palmengattungen.
|                         | Podococceae    |
|                         |                |
|                         | Oranieae       |
|                         |                |
|                         | Sclerospermeae |
| Vorlage:Klade/Wartung/3 |                |

|                                                                                                 | Manicarieae   |
|                                                                                                 |               |
|                                                                                                 | Euterpeae     |
|                                                                                                 |               |
|                                                                                                 | Geonomateae   |
|                                                                                                 |               |
|                                                                                                 | Leopoldinieae |
|                                                                                                 |               |
|                                                                                                 | Pelagodoxeae  |
|                                                                                                 |               |
|                                                                                                 | Areceae       |
| Vorlage:Klade/Wartung/3 Vorlage:Klade/Wartung/4 Vorlage:Klade/Wartung/5 Vorlage:Klade/Wartung/6 |               |

|                         | Podococceae    |
|                         |                |
|                         | Oranieae       |
|                         |                |
|                         | Sclerospermeae |
| Vorlage:Klade/Wartung/3 |                |

|                                                                                                 | Manicarieae   |
|                                                                                                 |               |
|                                                                                                 | Euterpeae     |
|                                                                                                 |               |
|                                                                                                 | Geonomateae   |
|                                                                                                 |               |
|                                                                                                 | Leopoldinieae |
|                                                                                                 |               |
|                                                                                                 | Pelagodoxeae  |
|                                                                                                 |               |
|                                                                                                 | Areceae       |
| Vorlage:Klade/Wartung/3 Vorlage:Klade/Wartung/4 Vorlage:Klade/Wartung/5 Vorlage:Klade/Wartung/6 |               |

|                         | Podococceae    |
|                         |                |
|                         | Oranieae       |
|                         |                |
|                         | Sclerospermeae |
| Vorlage:Klade/Wartung/3 |                |

|                                                                                                 | Manicarieae   |
|                                                                                                 |               |
|                                                                                                 | Euterpeae     |
|                                                                                                 |               |
|                                                                                                 | Geonomateae   |
|                                                                                                 |               |
|                                                                                                 | Leopoldinieae |
|                                                                                                 |               |
|                                                                                                 | Pelagodoxeae  |
|                                                                                                 |               |
|                                                                                                 | Areceae       |
| Vorlage:Klade/Wartung/3 Vorlage:Klade/Wartung/4 Vorlage:Klade/Wartung/5 Vorlage:Klade/Wartung/6 |               |

|                         | Podococceae    |
|                         |                |
|                         | Oranieae       |
|                         |                |
|                         | Sclerospermeae |
| Vorlage:Klade/Wartung/3 |                |

|                                                                                                 | Manicarieae   |
|                                                                                                 |               |
|                                                                                                 | Euterpeae     |
|                                                                                                 |               |
|                                                                                                 | Geonomateae   |
|                                                                                                 |               |
|                                                                                                 | Leopoldinieae |
|                                                                                                 |               |
|                                                                                                 | Pelagodoxeae  |
|                                                                                                 |               |
|                                                                                                 | Areceae       |
| Vorlage:Klade/Wartung/3 Vorlage:Klade/Wartung/4 Vorlage:Klade/Wartung/5 Vorlage:Klade/Wartung/6 |               |

Für eine Liste aller Gattungen siehe Palmengewächse.

## Belege
- John Dransfield, Natalie W. Uhl, Conny B. Asmussen, William J. Baker, Madeline M. Harley, Carl E. Lewis: Genera Palmarum. The Evolution and Classification of Palms. Zweite Auflage, Royal Botanic Gardens, Kew, 2008, ISBN 978-1-84246-182-2, S. 355; S. 115 (Verbreitung).